# Danska Estonija
Danska Estonija, bolj znana kot Estonsko vojvodstvo (estonsko Eestimaa hertsogkond, dansko Hertugdømmet Estland, latinsko Ducatus Estoniae) je bila vojvodina na ozemlju Estonije, ki je bilo od leta 1219 do 1346 pod neposredno oblastjo (latinsko dominium directum) danskega kralja. Leta 1346 je bila prodana Tevtonskemu viteškemu redu in postala del Drževe Tevtonskega reda (nemško Ordensstaat). 
Danska je v 12. stoletju postala velika vojaška in trgovska sila in imela interes končati pogoste napade estonskih gusarjev, ki so ogrožali njeno trgovanje na Baltiku. Danske flote so napadle Estonijo leta 1170, 1194 in 1197. Leta 1206 sta kralj Valdemar II. in nadškof Andreas Sunonis vodila napad na otok Ösel (Saaremaa). Estonijo je kot dansko lastnino priznal papež Honorij III. in leta 1219  se je flota Valdemarja II. izkrcala v pristanišču Lindanise (Talin) in v bitki pri Lindaniseju premagala lokalne Estonce. Estonije je bila pod dansko oblastjo vse do estonske vstaje leta 1343, po kateri je bila leta 1346 prodana Tevtonskemu viteškemu redu.

## Zgodovina
Med livonsko križarsko vojno je papež Honorij III. leta 1218 dal danskemu kralju Valdemarju II. proste roke, da k Danski priključi toliko estonskega ozemlja. kolikor ga bo osvojil. Poleg tega je kralja obiskal riški nadškof Albert, vodja križarjev Tevtonskega reda, ki so napadali Estonijo z juga, in ga prosil, naj napade Estonce s severa.
Leta 1219 je Valdemar II. zbral floto pod vodstvom rügenskega kneza Wizlava in se ji pridružil na plovbi v Lindanis (danes Talin) v estonski provinci Revala. Po legendi se je takrat rodila danska nacionalna zastava Dannebrog, ki je v kritičnem trenutku bitke proti Estoncem pri Lindanisu padla z neba in Dancem pomagala zmagati. Datum bitke, 15. junij, se na Danskem še vedno praznuje kot Valdemarsdag (Dan zastave).
Red Livonskih bratov meča je med križarsko vojno osvojil južno Estonijo, medtem ko je Danska zavzela severno. Napadalca sta sklenila razdeliti si osvojeno estonsko ozemlje, vendar sta se prepirala glede natančne razmejitve. Leta 1220 se je danski kralj odpovedal svojim zahtevam po južnih estonskih provincah Sakala in Ugaunija, ki so jih osvojili Livonski bratje meča, riški škof Albert pa je Danski odstopil estonske province Harrija, Vironija in Jervija. 
Leta 1227 so Livonski bratje meča osvojili vsa danska ozemlja v severni Estoniji. Po težkem porazu v bitki pri Sauleju so se preživeli člani reda leta 1237 kot  vključili v pruski Tevtonski viteški red kot Livonski red. 7. junija 1238 je Tevtonski red v kraljevi trdnjavi na jugu Zelandije sklenil  z danskim kraljem Valdemarjem II.  Stensbijski sporazum, s katerim je Jervija ostala del Države Tevtonskega reda, medtem ko sta bili Harija in Vironija vrnjeni danskemu kralju kot njegova last. Prvega estonskega vojvodo je leta 1220 imenoval Valdemar II., potem pa so od leta 1269 naprej naziv prevzeli danski kralji.
Zaradi statusa kraljeve osebne posesti je bila vojvodina Estonija vključena v vsedržavni danski davčni seznam Liber Census Daniæ (dansko Valdemar Sejrs Jordebog) (1220–1241), pomemben geografski in zgodovinski dokument. Seznam vsebuje približno 500 estonskih krajevnih imen in imena 114 lokalnih vazalov. 
Glavno mesto Danske Estonije je bil Reval (Talin), ustanovljen v kraju Lindanis po invaziji leta 1219. Danci so tam na hribu Toompea zgradili trdnjavo Castrum Danorum. Estonci svojo prestolnico še vedno imenujejo Talin. Ime po mestni legendi izhaja iz imena danskega mesta ali gradu. Reval je leta 1248 dobil lübeške mestne pravice  in se pridružil Hanzeatski ligi. Danski vpliv je še danes opazen v heraldičnih simbolih: v grbu Talina je danski križ, medtem ko so v grbu Estonije trije levi, podobno kot v grbu Danske. 
Leta 1240 je Valdemar II. ustanovil Revalsko škofijo, vendar si je v nasprotju s kanonskim pravom pridržal pravico do imenovanja revalskih škofov zase in za naslednje danske kralje. Odločitev o preprosti nominaciji revalskega sedeža je bila takrat edinstvena v celotni katoliški cerkvi in so jo škofje in papež izpodbijali. V tem obdobju v Revalu škofje nikoli niso bili voljeni. Njihovo imenovanje je bilo v izključni pristojnosti kralja in bilo kot pravica celo vključeno v prodajno pogodbo iz leta 1346, ko je bila Danska Estonija prodana Tevtonskemu redu.
Vojvodino, prvič omenjeno leta 1240, je na lokalni ravni upravljal podkralj (latinsko capitaneus), ki ga je imenoval kralj in je deloval kot njegov pooblaščenec. Podkralj je imel upravna pooblastila, pobiral davke in poveljeval vazalom in vojakom v primeru vojne. Večina podkraljev je bila danske ali dansko-estonske narodnosti.
V Vironiji sta bili glavni središči moči Wesenberg (Rakvere) in Narva, zgrajena na mestu starih estonskih trdnjav Rakovor in Rugodiv. Wesenbergu je leta 1302 kralj Erik VI. podelil lübeške mestne pravice. Narva je te pravice prejela leta 1345. 
Vazali danskega kralja so prejemali fevde kot dominij (latinsko dominum utile) v zameno za vojaške in dvorne storitve. Prisega vazalov novemu kralju je morala trajati "leto in en dan". Nek raziskovalec je ocenil, da je bilo 80 % vazalov Nemcev iz Vestfalije in 18 % verjetno Dancev. Izrazito estonska imena (Clemens Esto, Otto Kivele, Odwardus Sorseferæ itd.) je imelo samo 2 % vazalov. Kronist Ditleb Alnpeke (1290) se je pritoževal, da danski kralj sprejema Estonce kot svoje vazale. Danska vladavina je bila v tem pogledu bolj liberalna kot vladavina Livonskih bratov meča. Na njihovih ozemljih nobenemu domorodcu ni bilo dovoljeno postati gospodar fevda. Leta 1248 so vazali in meščani Revala že imeli lokalni zakonodajni organ ali ritterschaft. 
Danska vojska se je v provinci zadrževala le občasno. V letih 1240–1242 se je Danska vojskovala proti Novgorodski republiki in poskušala razširiti svojo oblast na deželo Votov. Kralj Valdemar II. je poslal v Estonijo svoja sinova Abela in Knuta, da bi podprla pohod svojih vazalov, vendar nista osvojila nobenega novega ozemlja. Danski kralj Erik IV. je obiskal Estonijo leta 1249, danska flota pa je leta 1268 in 1270 odplula v Reval zaradi novgorodskih in litovskih groženj.
Avgusta 1332 je umrl danski kralj Krištof II. in Danska je zašla v političnih nemirih. Danska Estonija se je razdelila na Danski naklonjeno stranko pod vodstvom revalskega škofa Olafa in nemškim vitezom naklonjeno stranko pod vodstvom stotnika Marquarda Breideja. Potem ko so se Estonci iz Harije uprli v vstaji v noči svetega Jurija leta 1343, je dansko ozemlje zasedel Tevtonski red. Do strmoglavljenja danske vlade je prišlo dva dni potem, ko je red zatrl estonski upor. Danskega podkralja so v sodelovanju s pronemškimi vazali aretirali.  Gradova v Revalu in Wesenbergu je pronemška stranka predala redu 16. maja 1343, grad v Narvi pa leta 1345. Leta 1346 je bila Estonija (Harija in Vironija) prodana Tevtonskemu redu za 19.000 kölnskih mark, kljub obljubi Krištofa II. iz leta 1329, da nikoli ne bo zapustil ali prodal danskih estonskih ozemelj. Danski kralj je celo javno izjavil, da se je pokesal, ker je prelomil to obljubo, in prosil odpuščanja papeža. Prenos suverenosti z Danske na Tevtonski red se je zgodil 1. novembra 1346.
Naziva "vojvoda Estonije", ki so ga nosili danski kralji, niso uporabljali nobeni kasnejši vladarji iz Tevtonskega reda. Naziv je ponovno oživil šele leta 1456 danski kralj Kristijan I. Leta 1561 ga je prevzel švedski kralj, ko je pridobil oblast nad Revalom in severno Estonijo. Po ruski osvojitvi Estonije med veliko severno vojno (1700–1721) je bil naziv estonskega vojvode prenesen na ruskega carja. Naziv je bil  aktualen do leta 1917, ko je bila strmoglavljena dinastija Romanov. 
Med livonsko vojno je danski kralj Friderik II. leta 1559 za 30.000 talerjev kupil  škofijo Ösel-Wiek od knezoškofa Johannesa V. von Münchhausna. Posest je kot apanažo dobil Magnus, vojvoda Holsteinski, brat Friderika II., ki se je leta 1560 z vojsko izkrcal na Ösel (Saaremao). Danska je v zameno za livonske posesti na Öselu poljsko-litovski Republiki obeh narodov prepustila Wiek (Länemao). Leta 1572 je Ösel prešel pod neposredno upravo Danske. Leta 1645 ga je Danska z Brömsebrskim sporazumom odstopila Švedski.

### Seznam podkraljev
- ? (1240–1248)
- Saxo Aginsun (1248–1249)
- Stigot Agison (1249)
- Saxo (1254–1257)
- Jakob Ramessun (1259)
- Woghen Palissun (1266)
- Siverith (1270)
- Eilard von Oberch (1275–1279)
- Odewart Lode (1279–1281)
- Letgast (1285)
- Friedrich Moltike (1287)
- Johann Sialanzfar (1288)
- Nils Axelsson (1296)
- Nikolaus Ubbison (1298)
- Johann Saxesson (1304)
- Johannes Canne (1310)
- Ago Saxisson (1312–1313)
- Heinrich Bernauer (1313–1314)
- Johannes Kanna (1323)
- Heinrich Spliit (1329)
- Marquard Breide (1332–1335)
- Konrad Preen (1340–maj 1343)
- Bertram von Parembeke (1343)
- Stigot Andersson (1344–1346)

### Guvernerji Ösela
- Heinrich Wulf (5. marec 1562–1567)
- Klaus von Ungern zu Dalby (maj 1573–avgust 1576)
- Johann von Mentz (2. september 1576–1584)
- Mathias Budde (1584–1587)
- Claes Maltesen Sehested (2. februar 1599–1612)
- Nils Kraggen (1612–1615)
- Jakob Wacke (1615–35)
- Anders Bille (1635–1643)
- Ebbe Ulfeld (1643–1645)